# Bollea
Bollea is een voormalig geslacht van tropische orchideeën uit de onderfamilie Epidendroideae. Deze zijn op basis van DNA-onderzoek uit 2005 door Whitten et al. opgenomen in het geslacht Pescatorea.
Voor de kenmerken van dit geslacht, zie aldaar.

## Naamgeving en etymologie
Bollea is vernoemd naar Dr. C. Boll, een negentiende-eeuwse Duitse orchideeënliefhebber.